# Всероссийский научно-исследовательский геологический нефтяной институт
Всероссийский научно-исследовательский геологический нефтяной институт (ВНИГНИ) — головной институт Федерального агентства по недропользованию по нефти и газу в части планирования геологоразведочных работ на нефть и газ на среднесрочную и долгосрочную перспективы, комплексного сопровождения этих работ, а также мониторинга системы лицензирования недрами на УВ сырьё.

## История
В 1939 году, по приказу Совета Народных комиссаров и Наркомату топливной промышленности, объявлено о создании Московского геологоразведочного треста. Трест должен бы осуществлять производство геологоразведочных работ.
В 1942 году создана научно-исследовательская лаборатория при тресте для установления нефтегазоносности центральных районов СССР.

### ВНИГРИ
В 1947 году при лаборатории создан филиал Всероссийского научно-исследовательского геологического геологоразведочного института (ВНИГРИ) в Москве. Филиал занимался возможностью нефтегазоносности Центральных районов европейской части России. Директором был Василий Михайлович Сенюков. При нём было построено административное здание по адресу: шоссе Энтузиастов, 36, которое институт занимает и теперь. Здание филиала спроектировали известные архитекторы братья Л. А. и В. А. Веснины.
При филиале созданы экспедиции в Кировскую область, Мордовию и другие районы. За 1950 год создано 10 нефтеэкспедиций. Также построено 22 опорных скважины. Однако в Европейской части России не нашли месторождений нефти. Отсутствие положительных результатов привело к тому, что в сентябре 1951 года вышли постановление Совета Министров СССР и приказ Министра Нефтяной промышленности о неудовлетворительной работе МФ ВНИГРИ и о снятии В. М. Сенюкова с должности директора филиала. На его место пришёл кандидат геолого-минералогических наук Д. В. Жабрев, работавший раньше в Азербайджане.

### ВНИГНИ
В 1953 году Всесоюзный научно-исследовательский геологический нефтяной институт (ВНИГНИ) создан при слиянии филиала ВНИГРИ, конторы «Нефтегазосъёмка», зарекомендовавшей себя во время войны и геохимического отделения НИИГГР. Директором стал Д. В. Жабрев. Тогда же создана структура, состоящая из двух отделений — геологического и геохимического. В геологическом отделении были следующие отделы: полевой геологии, опорного бурения, палеонтологический, литологический и картографо-геодезический. В палеонтологическом три лаборатории: микропалеонтологическая, макрофаунистическая и палеофитологическая. В литологическом 2 лаборатории: петрографическая и коллекторских свойств пород. В геохимическом отделении 11 лабораторий: гидрохимическая, природных каталитических процессов, микробиохимическая, газовая, рентгеновского и термического анализа, спектрального анализа, люминесцентная, битумная, геохимии горных пород, комплексного геохимического каротажа и спецлаборатория.
В октябре 1955 году институт возглавил Степан Павлович Максимов. Он сформулировал теорию о дифференциальном улавливании углеводородов.
Институт во второй половине 1950-х годов устраивал сессии по перспективам нефтегазоносных территорий.
В 1955—1960 годах в институте планировали работы по изучению районов Средней Азии. Открыли 120 газовых и нефтяных месторождений.
В 1987 году Максимов покинул свой пост и на его место пришёл Григорий Аркадьевич Габриэлянц. При нём в институте создано направление по промысловой геологии.
В 1989 году директором был избран Константин Александрович Клещёв.

## Современный институт
В 2010 году, после смерти Константина Александровича Клещёва, директором был назначен Алексей Иванович Варламов.

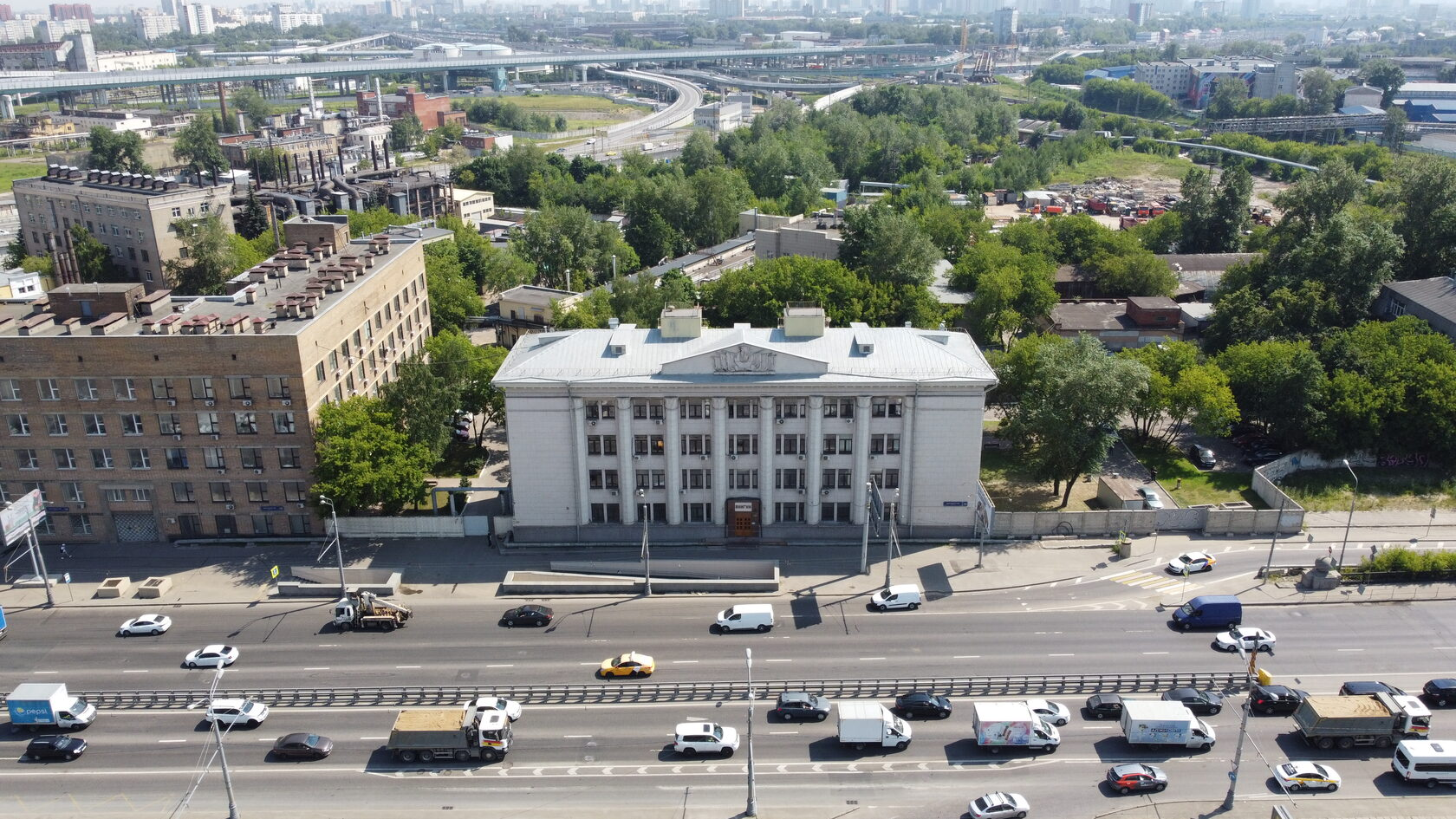
ФГБУ ВНИГНИ в 2021 году.

В кратчайшие сроки была оптимизирована структура научных подразделений, появились новые направления. Под руководством А. И. Варламова были открыты филиалы института в Саратове, Ижевске, Новосибирске, Санкт-Петербурге, созданы новые структурные подразделения: отделение геофизических исследований, отделение проектирования и сопровождения геологоразведочных работ, отделение Геоинформатики «ВНИИгеосистем», проведена масштабная реконструкция кернохранилища в Апрелевском отделении ВНИГНИ, на его базе был сформирован Научно-аналитический центр.
Под руководством А. И. Варламова разработана и реализуется в настоящее время отраслевая программа по воспроизводству запасов нефти в Восточной Сибири и Республике Саха (Якутия) (2004—2008 гг.). Начиная с 2010 года А. И. Варламов руководит работами по мониторингу состояния ресурсной базы углеводородов России. При его личном участии установлены основные тенденции качественного изменения состояния МСБ нефти и газа, сделаны прогнозы её развития до 2020 года и далее.
С 2012 по 2015 гг. под руководством А. И. Варламова и его непосредственном участии проведены и успешно завершены масштабные научно-аналитические геолого-экономические исследования, которые позволили оценить состояние рентабельных запасов, запасов углеводородов и дать прогноз динамики изменения до 2030 года. Под его руководством происходит формирование программ геологоразведочных работ на территории Российской Федерации за счёт средств федерального бюджета. Конечным результатом этих работ является расширенное восполнение ресурсной базы нефти и газа.
Под руководством А. И. Варламова были развёрнуты углублённые исследования по изучению двух наиболее важных объектов нетрадиционных источников сланцевой нефти — баженовской и доманиковой формаций, в результате чего были оценены геологические и извлекаемые ресурсы, выявлены зоны максимальной концентрации нефти и предложены методики подсчёта ресурсов и запасов. Освоение этих ресурсов позволит поддерживать текущие уровни добычи нефти на ближайшие десятилетия.
С приходом на пост генерального директора А. И. Варламова сложилась традиция проведения ежегодного всероссийского совещания «Проблемы геологии нефти и газа». С 2010 года ВНИГНИ в своих стенах, а также в стенах Министерства природных ресурсов и экологии Российской Федерации собирает ведущих геологов-нефтяников из различных ведомств и компаний, академиков, специалистов главных отраслевых научно-исследовательских институтов, руководителей и ведущих специалистов ВИНК, руководителей сервисных компаний и всех заинтересованных специалистов.
C июня 2018 года Алексей Иванович Варламов занимает пост научного руководителя института.
В 2018 году приказом руководителя Федерального агентства по недропользованию Роснедра Е. А. Киселёвым генеральным директором ФГБУ «ВНИГНИ» был назначен кандидат геолого-минералогических наук Павел Николаевич Мельников.
В своей современной деятельности ФГБУ «ВНИГНИ» руководствуется приоритетами государственной политики в области воспроизводства и рационального использования минерально-сырьевой базы топливно-энергетического комплекса России.
Руководствуясь пунктами государственного задания Федерального агентства по недропользованию, институт осуществляет следующую деятельность:
- Организация и проведение тематических и опытно-методических работ, связанных с геологическим изучением недр;
- Комплексное сопровождение ГРР на УВС в РФ, выполняемых за счёт средств федерального бюджета, в том числе: геолого-техническое, технологическое сопровождение полевых работ, пробная выборочная обработка полевых сейсмических данных, научно-методическое обеспечение обработки геофизических материалов;
- Формирование Федерального фонда кернового материала, палеонтологических и литологических коллекций и коллекций нефтей нефтегазоносных провинций России.

Основные направления научных исследований:
- Научное обобщение данных регионального изучения нефтегазоносных территорий Российской Федерации;
- Количественная оценка ресурсов углеводородов по Российской Федерации в целом и основным её регионам;
- Научное обоснование направлений геолого-разведочных работ на нефть и газ, разработка долгосрочных и оперативных программ развития минерально-сырьевой базы (по нефти, газу, газовому конденсату) по Российской Федерации в целом и отдельным регионам;
- Мониторинг данных по добыче, приросту запасов и ресурсов углеводородов и глубокому бурению на нефть и газ (в ретроспективе) в субъектах Российской Федерации и в нефтегазоносных провинциях;
- Геолого-экономическая оценка месторождений углеводородов;
- Изучение стратиграфии, литологии, тектоники и геодинамики нефтегазоносных территорий;
- Изучение геохимии органического вещества, нефти, газа и конденсата;
- Исследование петрофизических параметров коллекторов;
- Обработка данных сейсморазведки и геолого-геофизическое моделирование природных резервуаров;
- Разработка технико-экономических обоснований освоения месторождений нефти и газа;
- Определение условий конкурсов и аукционов и размеров стартовых платежей;
- Проведение экспертиз лицензионных соглашений на геологическое изучение недр, изменений и дополнений к ним.